# 12954 Hendrikcasimir
12954 Hendrikcasimir eller 2040 T-2 är en asteroid i huvudbältet som upptäcktes den 29 september 1973 av den nederländsk-amerikanske astronomen Tom Gehrels och det nederländska astronomparet Ingrid van Houten-Groeneveld och Cornelis Johannes van Houten vid Palomarobservatoriet. Den är uppkallad efter Hendrik Casimir.
Asteroiden har en diameter på ungefär 4 kilometer